# Laver Cup 2024
De Laver Cup 2024 was de zevende editie van de Laver Cup, het continentale tennistoernooi tussen 2 teams, Team Europa en Team Wereld. Dit was de vijfde editie dat de Laver Cup beschouwd wordt als een officieel toernooi op de ATP-kalender.
Team Europa won na twee nederlagen, voor de vijfde keer de titel.
Het was de zevende en laatste editie met de aanvoerders Björn Borg en John McEnroe.

## Ploegen
| Team Europa                     | Team Europa |
| ------------------------------- | ----------- |
| Aanvoerder: Björn Borg          |             |
| Vice-aanvoerder: Thomas Enqvist |             |
| Speler                          | Rang        |
| Alexander Zverev                | 2           |
| Carlos Alcaraz                  | 3           |
| Daniil Medvedev                 | 5           |
| Casper Ruud                     | 9           |
| Rafael Nadal                    | 9PR (154)   |
| Grigor Dimitrov                 | 10          |
| Stéfanos Tsitsipás              | 12          |
| Flavio Cobolli (Alt)            | 32          |
| Jan-Lennard Struff (Alt)        | 37          |

| Team Wereld                      | Team Wereld |
| -------------------------------- | ----------- |
| Aanvoerder: John McEnroe         |             |
| Vice-aanvoerder: Patrick McEnroe |             |
| Speler                           | Rang        |
| Taylor Fritz                     | 7           |
| Alex de Minaur                   | 11          |
| Tommy Paul                       | 13          |
| Frances Tiafoe                   | 16          |
| Ben Shelton                      | 17          |
| Alejandro Tabilo                 | 21          |
| Francisco Cerúndolo              | 31          |
| Thanasi Kokkinakis               | 78          |

Rangnoteringen gebaseerd op de ATP-ranglijst van 16 september 2024.

## Wedstrijden
Op dag één zijn de wedstrijden één punt waard, op dag twee zijn de wedstrijden twee punten waard en op de laatste dag zijn de wedstrijden drie punten waard. De winnaar is het team dat als eerste dertien punten haalt.
| dag | datum        | wedstrijd   | Team Europa                       | uitslag             | Team Wereld                    | stand |
| --- | ------------ | ----------- | --------------------------------- | ------------------- | ------------------------------ | ----- |
| 1   | 20 september | enkelspelen | Casper Ruud                       | 4–6, 4–6            | Francisco Cerúndolo            | 0-1   |
| 1   | 20 september | enkelspelen | Stéfanos Tsitsipás                | 7–6(4), 7–6(2)      | Alejandro Tabilo               | 1-1   |
| 1   | 20 september | enkelspelen | Grigor Dimitrov                   | 7–6(4), 7–6(2)      | Félix Auger-Aliassime          | 2-1   |
| 1   | 20 september | dubbelspel  | Carlos Alcaraz - Alexander Zverev | 6–7(5), 4–6         | Taylor Fritz - Ben Shelton     | 2-2   |
| 2   | 21 september | enkelspelen | Daniil Medvedev                   | 6–3, 4–6, [5–10]    | Frances Tiafoe                 | 2-4   |
| 2   | 21 september | enkelspelen | Carlos Alcaraz                    | 6–4, 6–4            | Ben Shelton                    | 4-4   |
| 2   | 21 september | enkelspelen | Alexander Zverev                  | 4–6, 5–7            | Taylor Fritz                   | 4-6   |
| 2   | 21 september | dubbelspel  | Casper Ruud - Stéfanos Tsitsipás  | 1–6, 2–6            | Ben Shelton - Alejandro Tabilo | 4-8   |
| 3   | 22 september | dubbelspel  | Carlos Alcaraz - Casper Ruud      | 6–2, 7–6(6)         | Ben Shelton - Frances Tiafoe   | 7-8   |
| 3   | 22 september | enkelspelen | Casper Ruud                       | 7–6(6), 5–7, [7–10] | Taylor Fritz                   | 7-11  |
| 3   | 22 september | enkelspelen | Alexander Zverev                  | 6–7(5), 7–5, [10–5] | Frances Tiafoe                 | 10-11 |
| 3   | 22 september | enkelspelen | Carlos Alcaraz                    | 6–2, 7–5            | Taylor Fritz                   | 13-11 |

2017 · 2018 · 2019  · 2020 · 2021 · 2022 · 2023 · 2024 · 2025
Grand Slam: Australian Open (m-md) · Roland Garros (m-md) · Wimbledon (m-md) · US Open (m-md)
Olympische spelen: Parijs (m-md)
Landenteams: Davis Cup · United Cup 

Continententeams: Laver Cup